# Mutyněves
Mutyněves (německy Muttaschlag) je vesnice, část obce Blažejov v okrese Jindřichův Hradec v Jihočeském kraji. Nachází se asi 3,5 kilometru severovýchodně od Blažejova. Je zde evidováno 59 adres. V roce 2011 zde trvale žilo 43 obyvatel. Severně od vsi se nachází rybník Mutina.
Mutyněves je také název katastrálního území o rozloze 5,44 km².

## Historie
První písemná zmínka o vesnici pochází z roku 1654. V letech 1938 až 1945 byla Mutyněves v důsledku uzavření Mnichovské dohody přičleněna k nacistickému Německu.

## Obyvatelstvo
| Rok            | 1869 | 1880 | 1890 | 1900 | 1910 | 1921 | 1930 | 1950 | 1961 | 1970 | 1980 | 1991 | 2001 | 2011 | 2021 |
| -------------- | ---- | ---- | ---- | ---- | ---- | ---- | ---- | ---- | ---- | ---- | ---- | ---- | ---- | ---- | ---- |
| Počet obyvatel | 186  | 173  | 152  | 152  | 122  | 153  | 134  | 70   | 77   | 53   | 25   | 16   | 21   | 43   | 42   |
| Počet domů     | 26   | 26   | 24   | 24   | 22   | 23   | 23   | 19   | 17   | 16   | 11   | 16   | 19   | 26   | 26   |

## Obecní správa
Při sčítání lidu v letech 1850–1879 Mutyněves byl osadou obce Blažejov v okrese Jindřichův Hradec. V letech 1880–1963 byl samostatnou obcí v okrese Jindřichův Hradec. V letech 1964–1988 byl znovu částí obce Blažejov v okrese Jindřichův Hradec. Od 1. ledna 1989 do 30. června 1990 byl částí obce Hospříz v okrese Jindřichův Hradec. Od 1. července 1990 je opět částí obce Blažejov v okrese Jindřichův Hradec.

## Pamětihodnosti
- Venkovská usedlost čp. 13, kulturní památka ČR
- Pomník padlým, na jehož podstavci je vytesán nápis: Den Gefallenen u. Vermißten im Weltkriege 1914 - 1918, tedy Padlým a pohřešovaným světové války 1914 - 1918
- Zvonička na návsi